# Geoord veenmos
Geoord veenmos (Sphagnum denticulatum) is een soort uit het geslacht veenmos (Sphagnum). Het is op een groot aantal standplaatsen te vinden mits deze voedselarm en nat zijn. Algemeen komt het voor in en rond heidevennen, greppels en in poeltjes die periodiek enige tijd droogvallen.

## Determinatie
Geoord veenmos is uiterst variabel. Het vormt forse tapijten. De los vertakte stengel kan tot 20 cm lang worden. De hoofdjes hebben aanliggende bebladerde, gebogen takken die ook wel 'koehoorntjes' genoemd worden.

### Gelijkende taxa
Planten van minder voedselarme standplaatsen met zeer kleine stengelbladen kunnen echter verward worden met het zeer zeldzaam voorkomende moerasveenmos (Sphagnum subsecundum) en soms ook met trilveenveenmos (Sphagnum contortum).

## Verspreiding
In Nederland komt geoord veenmos vrij algemeen voor. In West-Nederland is de soort zeldzaam. 

## Taxonomie
Geoord veenmos werd wetenschappelijk beschreven door de Zweedse botanicus Samuel Élisée von Bridel en is voor het eerst geldig gepubliceerd in 1826.

## Fotogalerij

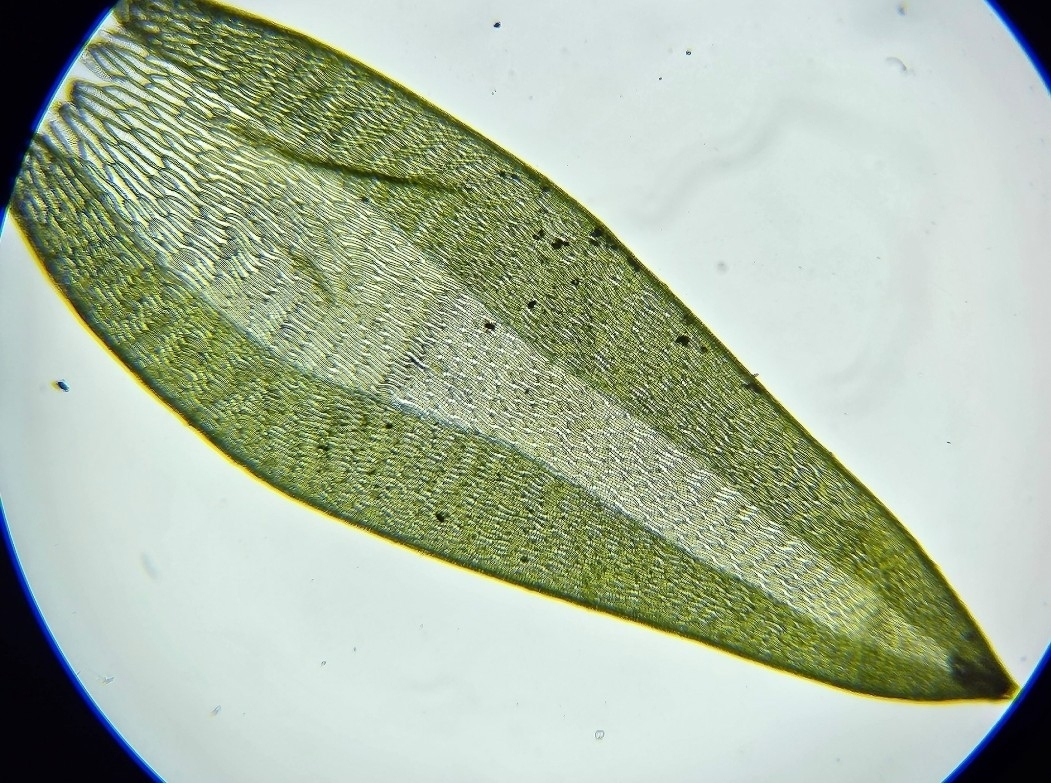
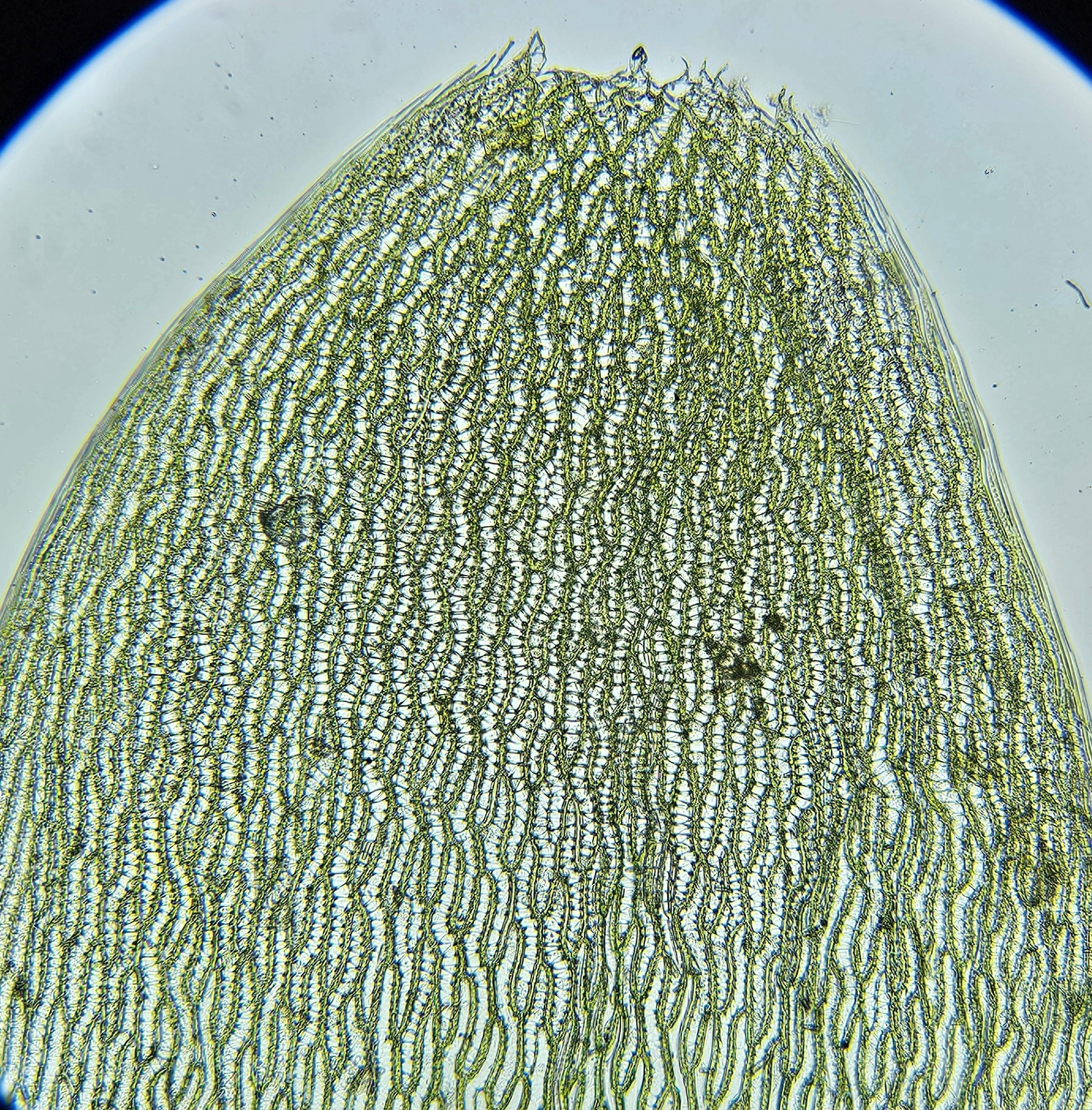
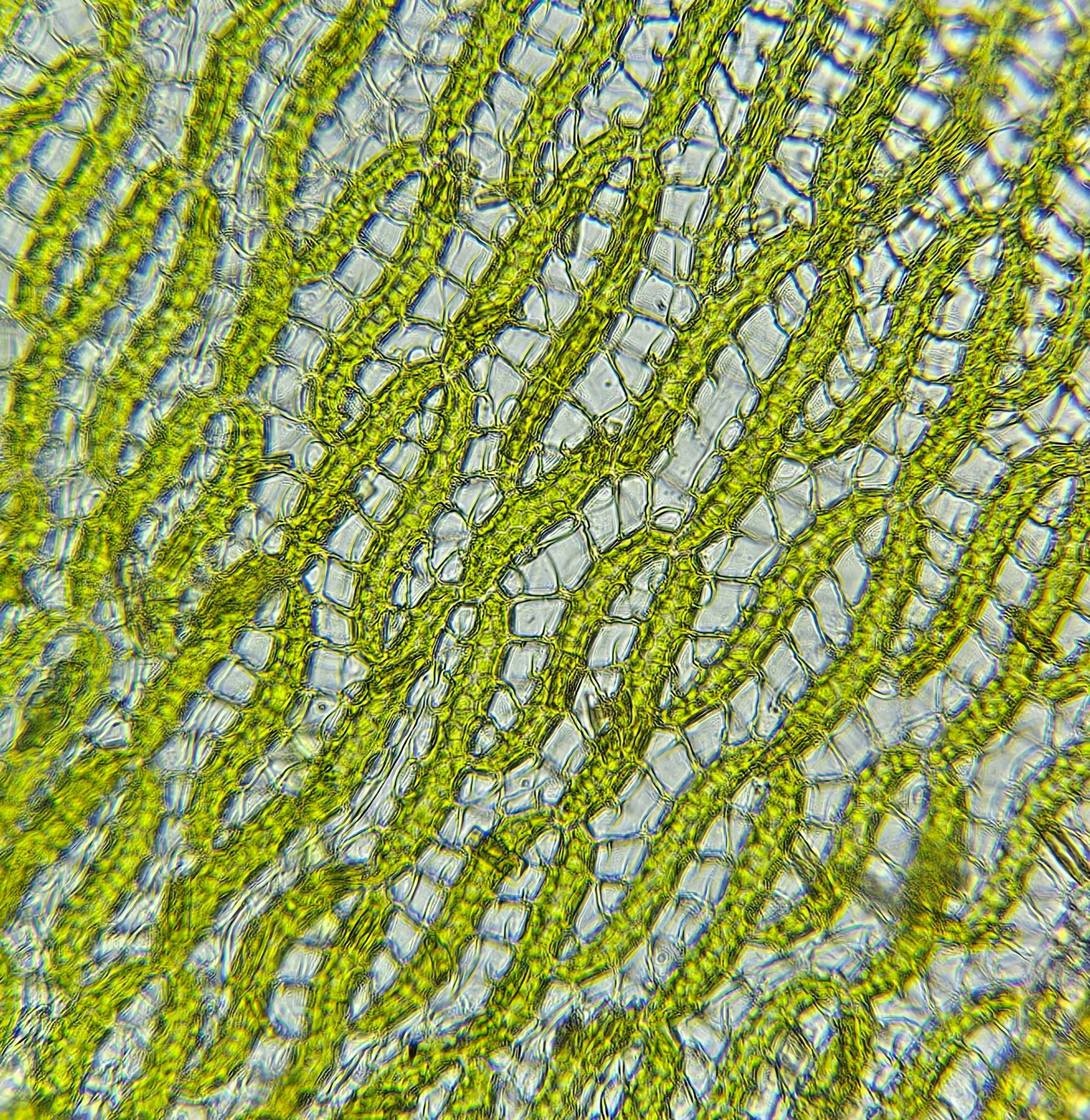